# Élection présidentielle kazakhe de 2015
L'élection présidentielle kazakhe de 2015 se déroule le 26 avril 2015.
Noursoultan Nazarbaïev, au pouvoir depuis l'indépendance du pays en 1991, est réélu à la présidence du Kazakhstan pour un cinquième mandat, totalisant 97,7 % des voix,.

## Mode de scrutin
Le président de la République du Kazakhstan est élu au scrutin uninominal majoritaire à deux tours pour un mandat de cinq ans. Si aucun candidat ne recueille la majorité absolue au premier tour, un second est organisé entre les deux candidats arrivés en tête, et celui recueillant le plus de voix l'emporte.

## Résultats
| Candidats                | Candidats                | Partis                     | Premier tour | Premier tour |
| Candidats                | Candidats                | Partis                     | Voix         | %            |
| ------------------------ | ------------------------ | -------------------------- | ------------ | ------------ |
|                          | Noursoultan Nazarbaïev   | Nour-Otan                  | 8 833 250    | 97,75        |
|                          | Turgun Syzdykov          | Parti populaire communiste | 145 756      | 1,61         |
|                          | Abelgazi Kusainov        | Indépendant                | 57 518       | 0,64         |
|                          |                          |                            |              |              |
| Votes valides            | Votes valides            | Votes valides              | 9 090 920    | 98,36        |
| Votes blancs et nuls     | Votes blancs et nuls     | Votes blancs et nuls       | 152 016      | 1,64         |
| Total                    | Total                    | Total                      | 9 242 936    | 100          |
| Abstention               | Abstention               | Abstention                 | 304 928      | 3,19         |
| Inscrits / participation | Inscrits / participation | Inscrits / participation   | 9 547 864    | 96,81        |